# Amelia Edwards
Amelia Ann Blanford Edwards, född 7 juni 1831, död 15 april 1892, var en brittisk författare. Hon var kusin till Mathilda Betham-Edwards.
Bland Edwards romaner märks Barbara's History (tre band, 1864) och Debenham's Vow (1870). Efter ett besök i Egypten 1873 blev hon en hängiven vän till landet och publicerade A Thousand Miles up the Nile (1877).

## Utgivet på svenska[8]
- 1867 – En half million! Libris 1581531
- 1875 – Mystiska tilldragelser Libris 1578762
- 1876 – Barbaras historia Libris 1596472
- 1889 – En förlofning Libris 1622184